# Barbro Nilsson
Barbro Nilsson, född Lundberg den 18 juli 1899 i Malmö S:t Petri församling, Malmö, död den 11 oktober 1983 i Höganäs församling, Malmöhus län, var en svensk textilkonstnär.

## Biografi
Efter skolgång utbildade sig Barbro Nilsson vid Johanna Brunssons vävskola i Stockholm 1918 och var 1919–1941 lärare i växtfärgning och vävning vid sommar kurser där med undantag för åren 1920–1924 då hon genomgick Tekniska skolan. 1924–1925 undervisade hon i mönsterritning, vävteori och vävning vid Maria Nordenfelts högre handarbetsseminarium och 1934–1945 i fackteckning, vävning och haute-lissevävnad vid Högre konstindustriella aftonskolan. Hon var huvudlärare i textil vid Konstfackskolan 1947–1957 och konstnärlig ledare för Märta Måås-Fjetterströms vävverkstad 1942–1970. Barbro Nilsson tilldelades medaljen Litteris et Artibus 1948.

### Stil och verk
På 1920- och 1930-talen gjorde hon stora gobelänger efter kartonger av många olika konstnärer som Sven Erixson, Endre Nemes, Bertil Damm, Olle Nyman. Redan som elev vid Tekniska skolan ritade hon sina första skisser för mattor. Som konstnärlig ledare för Märta Måås-Fjetterströms vävateljé i Båstad skapade hon från 1942 och en bit in på 1970-talet mängder av mattkompositioner, ofta i flera olika färgställningar. Med sin kunskap om gobelängvävning tog hon 1943 fram mattan "Snäckorna" och tillförde så en ny vävteknik i Märta Måås-Fjetterströms vävateljé. "Snäckorna" finns på Nationalmuseum i Stockholm och är en av Barbro Nilssons mest vävda mattor.
Gobelängmattan "Tånga" skapades till H55-utställningen och tillkom därefter i närmare tjugo olika färgställningar. Hon skapade även monumentala väggvävnader och en stor mängd kyrkotextil. Några exempel är Gustaf Adolfkyrkan i Helsingborg och Markuskyrkan i Stockholm som är utsmyckade av Barbro Nilssons gobelänger.
Naturen och då framförallt havet och äldre folkkonst var hennes inspirationskälla, samtidigt som hon hade stora kunskaper om olika vävteknikers möjligheter.

### Familj
Barbro Nilsson var dotter till konstnären och trädgårdsarkitekten Emma Lundberg, syster till arkitekten Erik Lundberg och geofysikern Hans Lundberg, maka till skulptören Robert Nilsson och mor till fotografen Pål-Nils Nilsson. Makarna Nilsson är begravda på Brunnby kyrkogård.